# Comostolopsis sladeni
Comostolopsis sladeni là một loài bướm đêm trong họ Geometridae.